# 日産・RB25DET

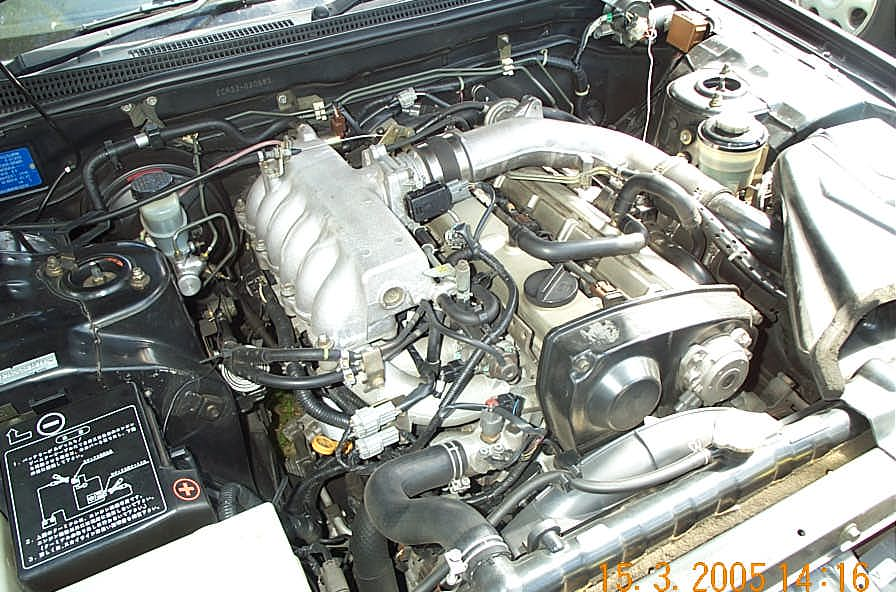
1993 RB25DET with VCT (NVCS)

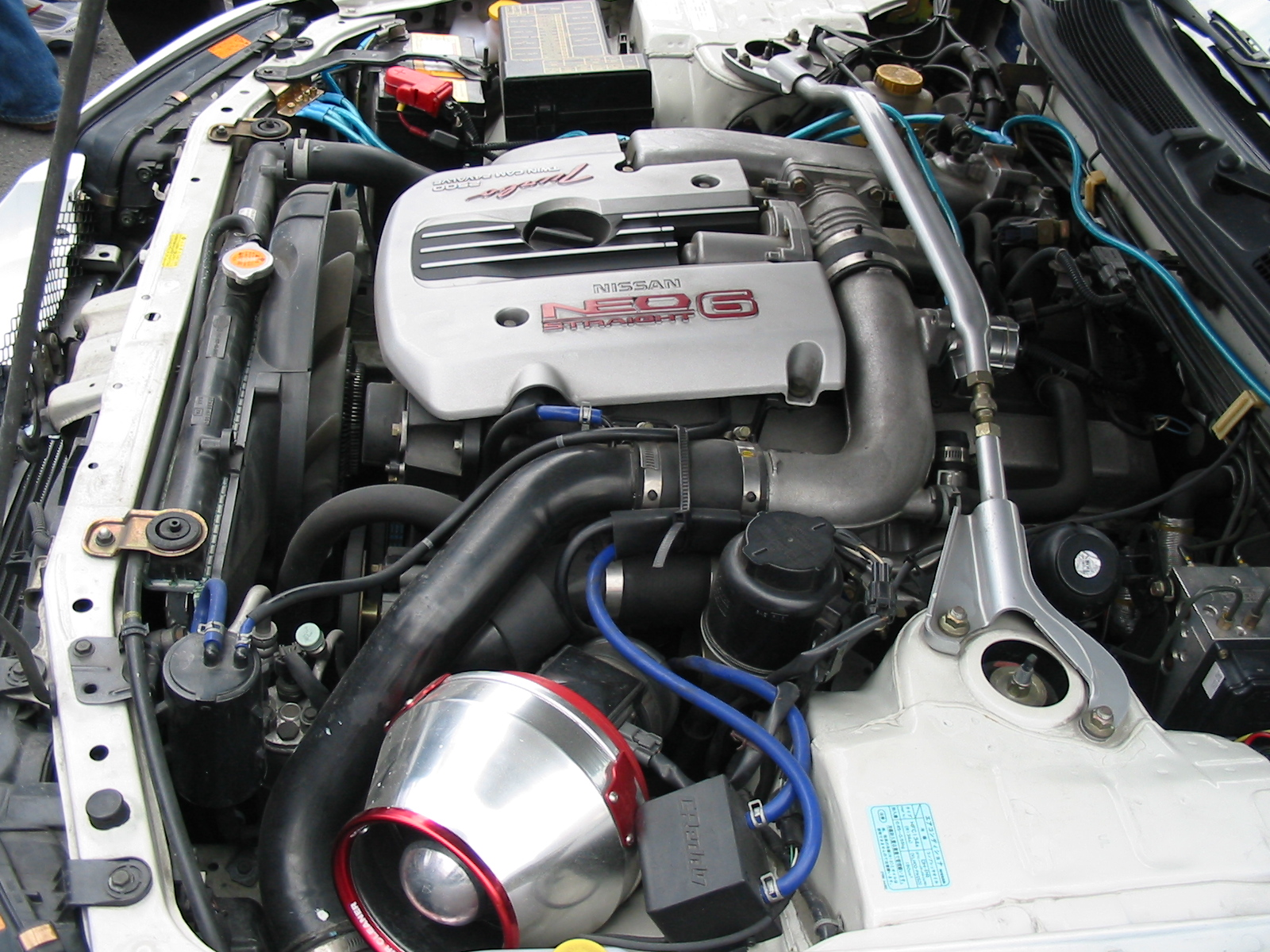
1998 NEO RB25DET　エアクリーナーはブリッツ製に変更されている

日産・RB25DETは、日産自動車が開発した日産・RBエンジン系列における2.5リットル級の直列6気筒ガソリンエンジンである。
1990年代前半から2000年代前半の日産・スカイラインに搭載されている事で知られる。1998年にはNEOストレート6と称されるマイナーチェンジ版が登場した。通称「RBニーゴーターボ」。

## 概要
RB25DEのターボチャージャー仕様であり、1993年8月発売のR33型スカイラインに搭載されてデビューした。
ショートストローク型の内径86mm×行程71.7mm、直列6気筒、排気量2,498cc、DOHC水冷エンジンであり、シングルターボを組み合わせる。RBエンジンでは、スカイラインGT-Rに搭載されるツインターボのRB26DETTが最強と思われがちだが、吸気側に可変バルブタイミング機構のNVCSを有するRB25DETは、低回転からのトルクが太く扱い易いエンジンとも評価される。燃料はハイオクガソリンを使用する。
組み合わせるターボチャージャーのタービンブレードの素材は、吸気側は鉄製・セラミック製・アルミニウム製の3種類が存在し、排気側は全てセラミックが用いられている。セラミックタービンは軽量でターボラグが少なくレスポンスに優れる反面、金属製に比べ強度に劣るため、負荷の高い使用（高ブースト）下ではタービンが砕け散る場合がある。
RB25DETの呼称は、日産のエンジン形式規則に沿う。頭文字を取って「レスポンス&バランス」からRB、3桁目の数字が排気量、その後の区分（D・E・T：DOHC、EGI、ターボチャージャー）となる。
RBエンジンの登場は1984年と基本設計が古く、また鋳鉄製シリンダーブロックであるため、最終型となった2004年時点においては軽量とは言い難いく、後継機も開発されないまま製造が終了した。2009年には、ベアエンジン自体の供給も終了した。しかし鋳鉄製ブロックがもたらす頑丈さによるチューニングマージンと耐久性、及びNVCSによる低中速域でのトルクフルな特性等は、結果として走り重視のスカイラインの様なスポーツクーペやセダンから、ローレルのような居住性重視のセダン、ローレルのワゴン版であるステージアや、果ては四輪駆動専用でグロリアやセドリックにまで同様のエンジンが搭載されるほどの、幅広い用途を生んだ汎用エンジンとなった。

## バリエーション
共通事項：DOHC 24バルブ 2,498cc シングルターボ

### 通常型
- 参考出力
  - 250PS(184kW)/6,400rpm（ECR33型 スカイライン）
  - 235PS(173kW)/6,400rpm（GC34型 ローレル）
- 参考トルク
  - 30.0kg・m(294.2N・m)/4,800rpm（ECR33型 スカイライン）
  - 28.0kg・m(274.6N・m)/4,800rpm（GC34型 ローレル）
- 圧縮比：9.0（ECR33型 スカイライン）
- 主な搭載車種
  - スカイライン（ECR33）
  - ローレル（GC34/GC35/GCC35、-1998年9月）
  - セドリック（ENY33、1997年6月- ）
  - グロリア（ENY33、1997年6月- ）
  - レパード（JENY33、1997年10月- ）
  - ステージア（WGNC34、-1998年8月）

1993年8月に市販。吸気側のタービンブレードは、当初は鉄製であったが途中でセラミック製に切り替わっている。

### NEOストレート6
- 参考出力
  - 280PS(206kW)/6,400rpm（ER34型 スカイライン）
  - 260PS(191kW)/6400rpm（ENY34型 セドリック）
- 参考トルク
  - 35.0kg・m(343.2N・m)/3,200rpm（ER34型 スカイライン）
  - 33.0kg・m(323.6N・m)/2,800rpm（ENY34型 セドリック）
- 圧縮比：9.0
- 主な搭載車種：
  - スカイライン（ER34）
  - ローレル（GC35/GCC35、1998年9月- ）
  - ステージア（WGNC34/WGC34、1998年8月- ）
  - セドリック（ENY34）
  - グロリア（ENY34）

1998年5月、ER34型スカイラインに搭載されてデビュー。通常型とは動弁系に関しては互換性が無く、ダイレクトイグニッションコイルの取り付け方も異なる。吸気側のタービンブレードには、当初は初期型から引き続きセラミック製のものを採用していたが、ER34型スカイラインがマイナーチェンジした1999年9月以降はアルミニウム製に切り替わっている。

### NEOストレート6 改良型
- 参考出力：280PS(206kW)/6,400rpm
- 参考トルク：37.0kg・m(363N・m)/3,200rpm
- 圧縮比：9.0
- 搭載車種：スカイライン（ER34(MT車)、2000年8月- ）

後期型ER34の5MT専用エンジンとして2000年8月に市販された。専用ECUで制御し、専用に開発されたタービンと排気カムを採用することで、トルク向上を果たしている。